# ترميم الجلد
يعتبر الجلد خط الدفاع الأول عن الجسم ضد العوامل الخارجية الضارة. فهو يحمينا من الجروح الميكانيكية والمخاطر الكيميائية والبكتيريا بفضل بنيته السميكة التي تغطيها طبقة من الكيراتين. كما أن الإفرازات الدهنية والعرقية تساهم في تقوية هذا الحاجز الواقي. وعندما يتعرض الجلد للإصابة، يبدأ الجسم في عملية معقدة تسمى التئام الجروح لإصلاح التلف واستعادة سلامة الحاجز الجلدي.

## استجابة الجلد للإصابة
بعد الارتقاء أو وقف نزيف الدم تصل خلايا الدم البيضاء، من ضمنها البلاعم وهي خلايا دموية تبتلع الأجسام الغريبة، إلى مكان الإصابة. عندما تُسيطر على الميكروبات والكائنات الحية الدقيقة يبدأ الجلد بالالتئام. تعود قدرة الجلد على الشفاء حتى بعد حدوث ضرر كبير إلى وجود خلايا جذعية في الأدمة (طبقة الجلد الداخلية) والخلايا في الطبقة القاعدية للبشرة، وكلها يمكن أن تنتج أنسجة جديدة.

### مراحل التئام الجروح
عندما يمتد الجرح من البشرة إلى طبقة الجلد الداخلية يحدث النزيف وتبدأ استجابة التهابية. تُفعل آليات التخثر في الدم وخثرة في قشرة الجرح تتكون خلال عدة ساعات. قشرة الجرح تعيد سلامة طبقة البشرة وتحد من دخول الكائنات الحية الدقيقة. بعد تشكل قشرة الجرح تبدأ خلايا الطبقة القاعدية للبشرة بالانقسام عن طريق الإنقسام الفتيلي وتذهب إلى حواف قشرة الجرح. بعد أسبوع من الإصابة تُشد حواف الجرح بالانكماش. الانكماش هو جزء مهم في عملية الالتئام عندما يكون التلف واسع الانتشار، ويتضمن تقلص في حجم الأنسجة الضامة مما يجعل حواف الجرح تقترب من بعضها. في الإصابة الكبيرة إذا كان انتقال الخلايا الظهارية وتقلص الأنسجة لا يمكنهما تغطية الجرح فقد يلزم خياطة حواف الجلد المصاب معا، أو حتى استبدال الجلد التالف بترقيع الجلد لإستعادة الجلد.
بينما تستمر الخلايا الظهارية في الإنتقال حول قشرة الجرح، تُصلح طبقة الجلد الداخلية من خلال حركة وفعالية الخلايا الجذعية. تنتج هذه الخلايا النشطة ألياف كولاجينية ومواد غنية بالبروتين والكربوهيدرات توجد في النسيج الضام. حالما تنمو وتزداد الأوعية الدموية في الأدمة تستعاد الدورة الدموية. إذا كانت الإصابة طفيفة جداً فإن الخلايا الظهارية في نهاية الأمر تعيد البشرة إلى الوضع السابق بمجرد تجديد طبقة الجلد الداخلية.
في الإصابات الكبرى، آلية الترميم والالتئام لا تستطيع إعادة الجلد لحالته الأصلية. تحتوي المنطقة التي اُصلحت من الجلد على عدد كبير بشكل غير طبيعي من الألياف الكولاجينية وعدد قليل نسبياً من الأوعية الدموية. نادراً ما تُصلح ضرر وتلف في الغدة الدهنية والعرقية وفي بصيلات الشعر والخلايا العضلية والأعصاب، وعادة ما تُستبدل بالأنسجة الليفية، والنتيجة هي تكوين نسيج ندبي ليفي صلب.